# Легге, Вальтер
Вальтер Легге, также Уолтер Легг, Уолтер Легге (англ. Harry Walter Legge; 1 июня 1906, Лондон — 22 марта 1979, Сен-Жан-Кап-Ферра) — британский продюсер, специализировался в области звукозаписи академической музыки.

## Биография
В молодости, в 1933—1938 годах, Вальтер Легге был музыкальным критиком, сотрудничал в «Манчестер Гардиан». В области звукозаписи работал[уточнить] с 1927 года, первоначально также в качестве музыкального обозревателя в компании HMV (His Master’s Voice) — одной из компаний, в результате слияния которых в 1931 году образовалась EMI. Позже был приобщён продюсером компании Фредом Гайзбергом и к процессу звукозаписи. Наиболее выдающиеся записи, сделанные Легге в предвоенные годы, — полное собрание фортепианных сочинений Бетховена в исполнении Артура Шнабеля и сделанная в Берлине в 1937 году запись «Волшебной флейты» Моцарта под управлением Томаса Бичема. Бичем, в свою очередь, пригласил Легге в качестве своего помощника в «Ковент Гарден», где занимал в то время пост художественного руководителя.
До войны главным конкурентом EMI был Deutsche Grammophon; в послевоенные годы, когда Германия лежала в руинах, Вальтер Легге получил возможность привлечь к сотрудничеству с EMI наиболее выдающихся музыкантов Европы, в том числе и находившихся в вынужденной эмиграции в США, и воплощать в жизнь старый лозунг HMV: «Величайшие артисты, превосходная запись».
В 1945 году он создал при студии оркестр «Филармония», к началу 50-х годов ставший одним из лучших оркестров мира. С этим оркестром записывались как знаменитые дирижёры (Вильгельм Фуртвенглер, Артуро Тосканини, Отто Клемперер, Рихард Штраус), так и более молодые (Герберт фон Караян, Гвидо Кантелли, Карло Мария Джулини и др.), благодаря записям на EMI получившие мировую известность. Позже Вальтер Легге создал при Филармонии и хор под руководством выдающегося хормейстера Вильгельма Питца; с этим хором EMI записывала Реквиемы Моцарта и Верди, Страсти И. С. Баха…
Вальтер Легге дал «путёвку в жизнь» и многим выдающимся вокалистам, в том числе Марии Каллас, Борису Христову, Тито Гобби
Под руководством Вальтера Легге фирма EMI осуществила целый ряд выдающихся записей классической музыки, вошедших в «золотой фонд» звукозаписи. Английский журнал Gramophone называет его наследие «до сих пор не превзойдённым»
В 1964 году, в результате конфликта с руководством фирмы, Вальтер Легге покинул EMI. Уйдя в отставку, он стал импресарио своей жены — Элизабет Шварцкопф, тесно сотрудничал с журналом «Gramophone» в качестве музыкального обозревателя.

## Личная жизнь
В 1941 году Легге женился на английской певице Нэнси Эванс; в 1948 году брак распался. В 1953 году его женой стала Элизабет Шварцкопф.